# Олав Белый Скальд
Олав Тордарсон (др.-сканд. Óláfr Þórðarson; ок. 1210 или 1212—1259), прозванный Белым Скальдом (hvítaskáld) — исландский скальд и политический деятель.

## Биография
Происходил из могущественной семьи Стурлунгов. Сын Торда Стурлусона, старший брат Стурлы Тордарсона и племянник Снорри Стурлусона, у которого воспитывался и проходил обучение. Имел сан дьякона. Считался одним из самых знаменитых скальдов своего поколения. Был другом Арона сына Хьёрлейва, с которым познакомился в Исландии или в Норвегии. Входил в ближайшее окружение Снорри Стурлусона и поддерживал его в междоусобной борьбе, за что в 1237 был выслан из страны Стурлой Сигхватсоном. Прибыл в Норвегию и нашел убежище при дворе ярла Скули Бардарсона в Нидаросе, как и другие исландские изгнанники. Вероятно, летом 1239 отправился в Швецию, чтобы исполнить свои сочинения перед королём Эриком XI.
В начале 1240 вернулся в Нидарос, где стал человеком короля Хакона IV в начавшейся гражданской войне с герцогом Скули. Летом 1240 вместе с Ароном Хьёрлевсоном, хускерлом Хакона, участвовал в битве при Осло, где мятежники потерпели поражение. В 1240—1241 находился при дворе Вальдемара II Победоносного, затем вернулся в Норвегию, и около 1242 прибыл в Исландию. В отличие от младшего брата не был хёвдингом; после смерти Снорри Стурлусона примкнул к сторонникам Торда Какали, стараниями которого дважды назначался законоговорителем (1248—1250 и 1252). После смерти Торда поддерживал в борьбе за влияние своего племянника Торгильса Заячью Губу.
Как и учитель, составил руководство по скальдической поэзии, известное как «Третий грамматический трактат» — наиболее подробный после «Младшей Эдды». Стихотворные произведения сохранились хуже: в «Саге об Исландцах» и «Саге об Ароне, сыне Хьёрлева», приводятся две висы, посвященные Арону. В «Саге о Хаконе Старом» содержатся висы, предположительно, являвшиеся частями драпы, прославляющей победу Хакона в 1240. Также с Олавом связывают два небольших фрагмента из утраченного цикла о Томасе Бекете. Кроме этого, существуют предположения, согласно которым Олав мог быть автором «Саги о людях из Лососьей Долины» и «Саги о Кнутлингах».